# Braunberg (Schwarzwald)
Der Braunberg bei Oppenau im Renchtal ist ein 873,4 m ü. NHN hoher Berg des Mittleren Schwarzwalds in Baden-Württemberg. Er liegt auf dem Gebiet der Stadt Oppenau im Ortenaukreis knapp 20 km östlich von Offenburg und 17 km südlich der Hornisgrinde, des höchsten Berges im Nordschwarzwald.

## Lage und Charakteristik
Der Braunberg liegt im Übergangsbereich vom Mittleren zum Nördlichen Schwarzwald. Dessen typische Sandsteinplateaus lösen sich zum Mittleren Schwarzwald hin in teils schmale Kämme auf. Zu den wenigen ganz isoliert aufragenden Sandsteinbergen gehört der kantig profilierte Doppelgipfel des Braunbergs. Er beherrscht das obere Renchtal, das sich in einem Halbkreis südlich um ihn legt, und aus dem er um 400 bis 600 Meter aufsteigt.
Der obere, aus Schichten des Buntsandsteins bestehende Teil mit weit geschwungenen Steilhängen sitzt einem kleinräumig zertalten Bergland aus Paragneisen und Ganggraniten auf. Dessen geschlossene Waldbedeckung weist auf den Höhenrücken vor allem am Fuß des Braunbergs mehr als zehn Weiler und Einzelhöfe inmitten von Wiesenflächen auf. Die hier beginnenden Täler sind mitunter schluchtartig verengt; einige schroffe Talanfänge am Braunberg sind noch immer aktive, vegetationslose Erdschlipfe, regional Schliff genannt. Der Ibacher Schliff am Beginn des nach Nordwesten abfließenden Ibachs gehört zu den größten dieser Natursehenswürdigkeiten im Schwarzwald. Die Schliffe sind hauptsächlich ausgebildet in den wenig standfesten rötlichen Sandsteinen der Eck-Formation. Darüber folgen standfestere Sandsteine, die für die schroffen Oberkanten der Schliffe sorgen. 

## Tourismus und Naturschutz
Der Braunberg ist im Gipfelbereich trotz recht guter Aussichtslage touristisch nur wenig erschlossen und wird von ausgewiesenen Wanderwegen nicht berührt. Zugangswege zum Westweg verlaufen am Fuß des steilen Gipfels, und zwar in Summe ringförmig um ihn in der Höhenlage der Höfe in den Wiesen. Der Braunberg ist über zwei Wandererparkplätze im Süden und im Südwesten erreichbar. Die Zufahrt ist möglich über Bad Peterstal bzw. über Löcherberg südlich von Oppenau. Näher an letzterem liegt das Restaurant Braunbergstüble.
Der Ibacher Schliff ist als Biotop geschützt (Nr.: 275153170228), ebenso der Bollenbacher Schliff (Nr.: 275153170289).